# Bad Schlema
Bad Schlema is een voormalige gemeente en plaats in de Duitse deelstaat Saksen. De gemeente maakte deel uit van het Erzgebirgskreis. Bad Schlema is een kuuroord.
Bad Schlema telde 5363  inwoners.

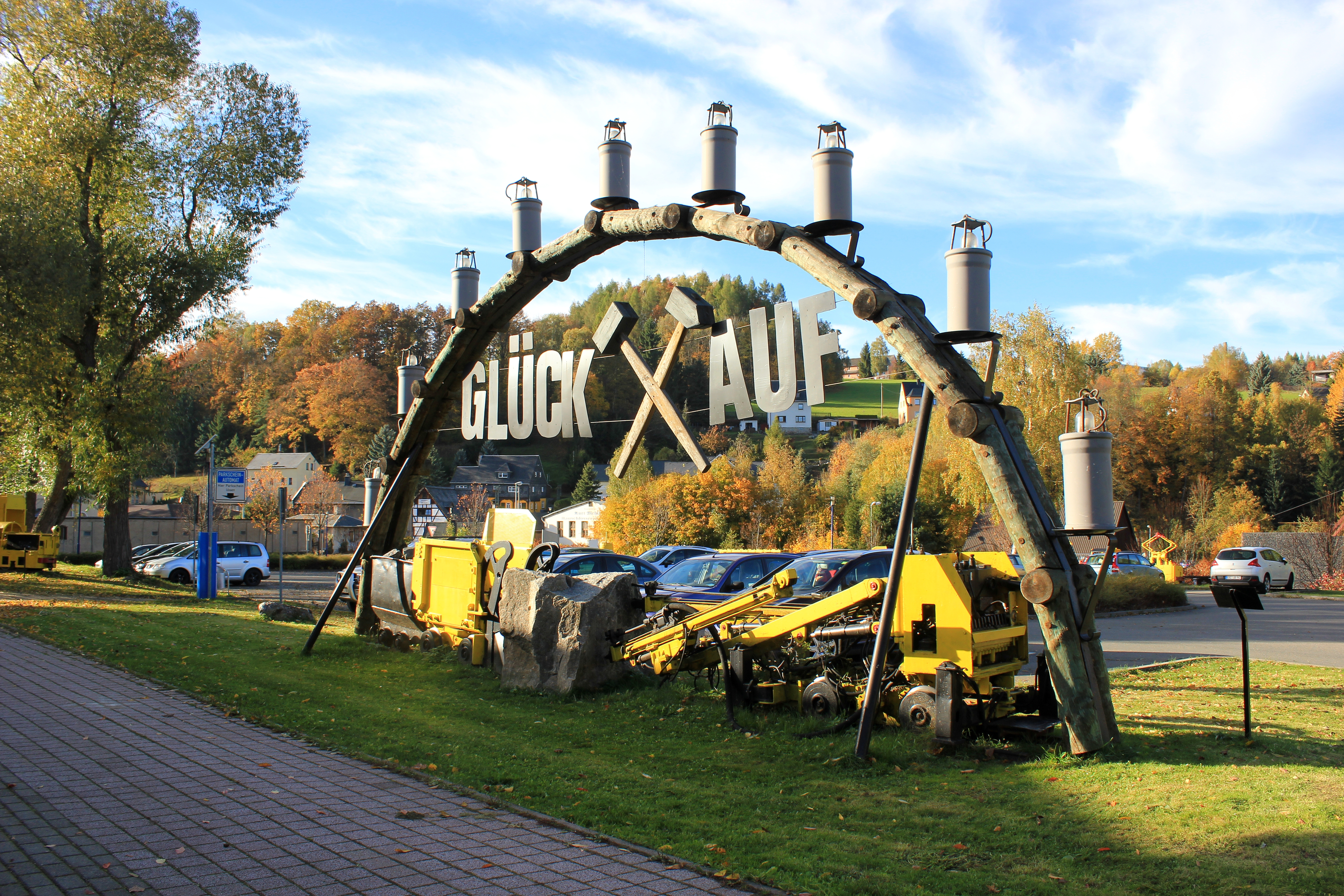
Zogenaamde Weihnachtsbogen (traditionele kerstversiering)

Per 1 januari 2019 is de gemeente met het naburige Aue gefuseerd tot een nieuwe gemeente, Aue-Bad Schlema.  Voor meer informatie zie aldaar. In 2023 zijn de postcodes van Bad Schlema en omgeving aangepast aan die van Aue.

## Geboren
- Steffi Walter-Martin (1962-2017), rodelaarster
- Birk Anders (1967), voormalig biatleet
- Ricco Groß (1970), voormalig biatleet
- Denise Herrmann (1988), biatlete en voormalig langlaufster
- Sepp Wiegand (1991), rallyrijder

Amtsberg · Annaberg-Buchholz · Aue-Bad Schlema · Auerbach · Bärenstein · Bockau · Börnichen/Erzgeb. · Breitenbrunn/Erzgeb. · Burkhardtsdorf · Crottendorf · Deutschneudorf · Drebach · Ehrenfriedersdorf · Eibenstock · Elterlein · Gelenau/Erzgeb. · Geyer · Gornau · Gornsdorf · Großolbersdorf · Großrückerswalde · Grünhain-Beierfeld · Grünhainichen · Heidersdorf · Hohndorf · Jahnsdorf/Erzgeb. · Johanngeorgenstadt · Jöhstadt · Königswalde · Lauter-Bernsbach · Lößnitz · Lugau · Marienberg · Mildenau · Neukirchen/Erzgeb. · Niederdorf · Niederwürschnitz · Oberwiesenthal · Oelsnitz/Erzgeb. · Olbernhau · Pfaffroda · Pockau-Lengefeld · Raschau-Markersbach · Scheibenberg · Schlettau · Schneeberg · Schönheide · Schwarzenberg · Sehmatal · Seiffen/Erzgeb. · Stollberg/Erzgeb. · Stützengrün · Tannenberg · Thalheim · Thermalbad Wiesenbad · Thum · Wolkenstein · Zschopau · Zschorlau · Zwönitz